# Konfessionella katolska partiet
Katolska partiet (fr: Parti catholique; ned: Katholieke Partij) var ett politiskt parti i Belgien. Partiet bildades 1869 som Konfessionella katolska partiet (ned: Confessionele Katholieke Partij).

## Historik
1852 grundades Union constitutionnelle et conservatrice i Gent, i Leuven (1854) och i Antwerpen och Bryssel 1858, som endast var aktiva under val. Den 11 juli 1864 bildades Federationen för katolska kretsar och konservativa föreningar (franska: Fédération des Cercles catholiques et des Associations conservatrices; nederländska: Verbond van Katholieke Kringen en der Conservatieve Verenigingen). Bildandet hade föregåtts av tre katolska konferenser i Mechelen under 1860-talet, under vilka liberala katoliker och montanister närmat sig varandra och enats om behovet av en politisk motkraft till de belgiska liberalerna.
Den andra gruppen som bidrog till partiet var de katolska Cercles, av vilka den äldsta hade grundats i Brygge.  Kongresserna i Malines 1863, 1864 och 1867 samlade Ultramontanes eller Confessionals och Liberal-Catholics eller Constitutionals.  Vid kongressen 1867 beslutades det att skapa Katolska förbundet, som grundades den 22 oktober 1868.
Mot Liberala partiet utkämpades en hård politisk strid om kristendomens ställning i skolan, som gav katolikerna valsegern i valet 1884 under ledning av Charles Woeste. Partiet fick en absolut majoritet i den belgiska Representantkammaren  Katolska partiet behöll sin absoluta majoritet fram till 1918. 1921 blev partiet Katolska unionen och från 1936 Katolska blocket.
1921 bytte man namn till Katolska unionen av arbetare, borgare, medelinkomsttagare och lantbrukare och 1936 till Katolska blocket. I slutet av Andra världskriget, den 18–19 augusti 1945, upplöstes partiet och efterträddes av PSC-CVP.